# La Chapelle-Vaupelteigne
La Chapelle-Vaupelteigne ist eine französische Gemeinde mit 92 Einwohnern (Stand 1. Januar 2022) im Département Yonne in der Region Bourgogne-Franche-Comté (vor 2016 Bourgogne); sie gehört zum Arrondissement  Auxerre und zum Kanton Chablis (bis 2015 Ligny-le-Châtel).

## Geographie
La Chapelle-Vaupelteigne liegt etwa 18 Kilometer ostnordöstlich von Auxerre am Serein. Umgeben wird La Chapelle-Vaupelteigne von den Nachbargemeinden Villy im Norden und Nordwesten, Maligny im Norden und Nordosten, Fontenay-près-Chablis im Osten, Chablis im Süden und Südosten, Beine im Südwesten sowie Lignorelles im Westen und Nordwesten.

## Bevölkerungsentwicklung
| Jahr                      | 1962 | 1968 | 1975 | 1982 | 1990 | 1999 | 2006 | 2013 |
| Einwohner                 | 125  | 139  | 128  | 104  | 119  | 106  | 92   | 92   |
| Quelle: Cassini und INSEE |      |      |      |      |      |      |      |      |

## Sehenswürdigkeiten
- Kirche Saint-Sébastien aus dem 13. Jahrhundert, Monument historique seit 1929

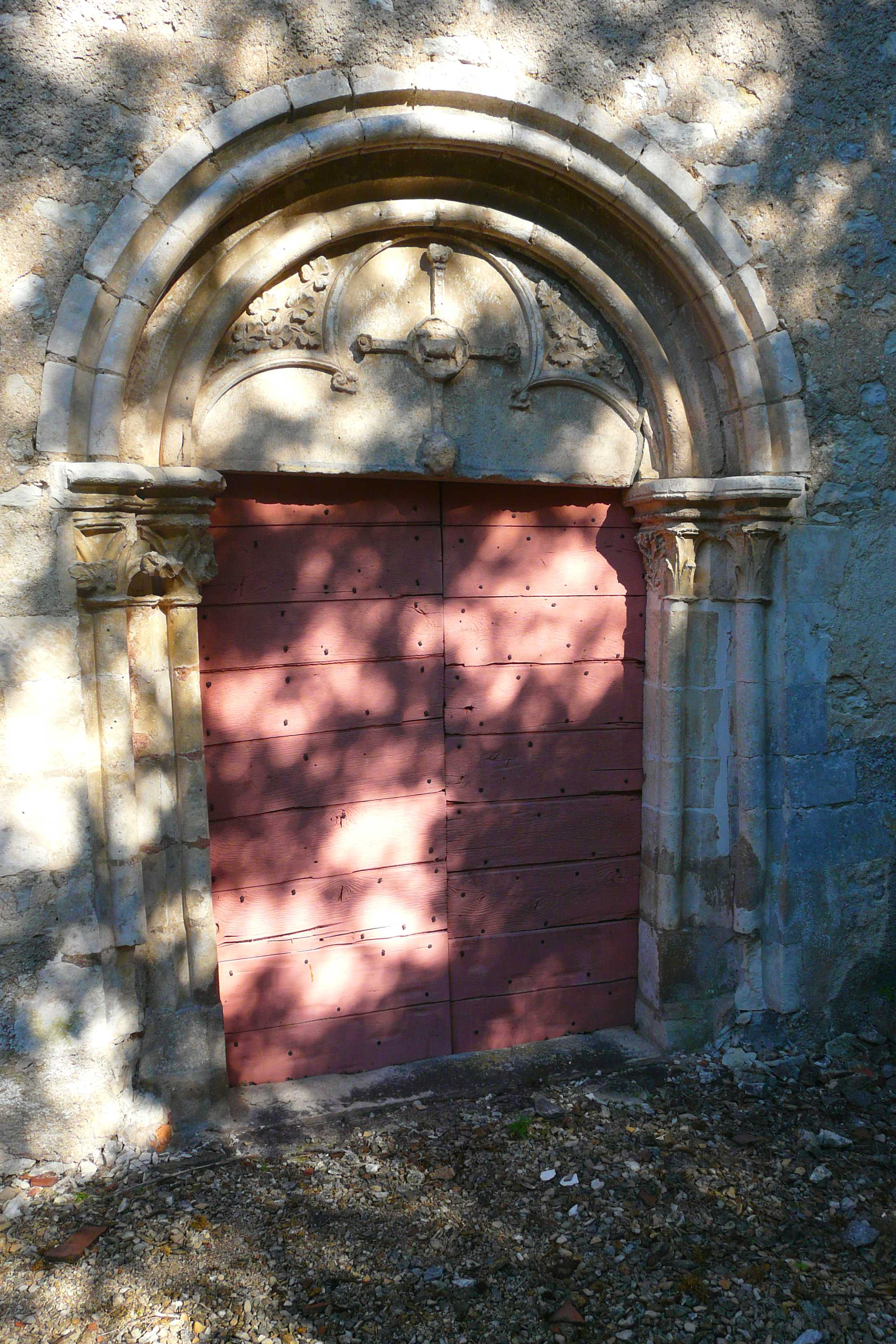
Portal der Kirche Saint-Sébastien